# Cousins Rock
Cousins Rock är en kulle i Antarktis. Den ligger i Västantarktis. Inget land gör anspråk på området. Toppen på Cousins Rock är 1 043 meter över havet.
Terrängen runt Cousins Rock är platt åt sydost, men åt nordväst är den kuperad. Trakten är obefolkad. Det finns inga samhällen i närheten.